# The Amory Wars
The Amory Wars, in origine chiamata Bag.On.Line Adventures, è una serie di fumetti creata dal frontman dei Coheed and Cambria, Claudio Sanchez, e pubblicata dalla Evil Ink Comics.  La trama di The Amory Wars è anche l'argomento delle canzoni dei Coheed and Cambria, dato che ogni album pubblicato dalla band rappresenta un capitolo del concept fantascientifico, originariamente in cinque parti, narrato dai testi delle canzoni scritte da Sanchez.

## Trama
La storia segue le avventure di Claudio Kilgannon attraverso un sistema solare fittizio lontano nel passato e conosciuto come Heaven's Fence, alla ricerca di suo zio Jesse, dopo che i suoi genitori sono stati costretti con l'inganno dal governatore e supremo tri-mago, Wilhelm Ryan, ad uccidere i loro figli, tranne Claudio, unico sopravvissuto, e poi loro stessi.

## Pubblicazione
A partire dal 13 giugno 2007, l'intera saga, a partire dagli inizi, verrà pubblicata in modo cronologicamente corretto e Guz Vasquez disegnerà l'intera serie ad eccezione della terza parte del capitolo secondo che verrà invece illustrata da Chris Miller, il cui stile è piuttosto simile a quello di Vasquez.

## Capitoli

### The Bag.On.Line Adventures
Il nome originale di tutta la storia era inizialmente The Bag.On.Line Adventures of Coheed and Cambria che avrebbe dovuto essere anche il nome del primo capitolo della vicenda e del rispettivo album. Cronologicamente, quindi, questa parte sarebbe dovuta venire prima di Second Stage Turbine Blade, sebbene siano stati pubblicati fuori ordine.
Questo capitolo è essenzialmente il prequel e segue la storia di Coheed, Cambria e Jesse come parte di un'agenzia anti-terroristica chiamata K.B.I, acronimo di Knowledge ('Conoscenza', riferita a Cambria e alla sua abilità di prevedere il futuro), Beast ('Bestia' riferito a Coheed) e Inferno (riferito a Jesse).

### The Amory Wars Sketchbook
Ad un certo punto Sanchez decise di cambiare il nome alla saga in The Amory Wars e ne venne pubblicato anche uno sketchbook, illustrato da Gus Vasquez, che ne disegnò anche il libro di fumetti seguente. Originariamente chiamato Comic Zero, The Amory Wars Sketchbook venne pubblicato dalla CominCon, ma più tardi la Evil Ink iniziò a venderne una serie limitata attraverso il suo sito web. In questo fumetto è spiegata l'origine della Keywork (il simbolo che i Coheed and Cambria utilizzano come il loro) e dell'Heaven's Fence e finisce con la presentazione del personaggio di Coheed Kilgammon e del suo pianeta natale Hetricus.

### The Second Stage Turbine Blade
Pubblicati nell'estate del 2004 ed illustrato da Wes Abbot, i due libri di fumetti originali narrano gli eventi di circa il primo terzo dell'album dei Coheed and Cambria, The Second Stage Turbine Blade, pubblicato nel 2002.
Qui vengono introdotti i protagonisti, compresi i cattivi Wilhelm Ryan e Mayo Deftinwolf che orchestrano un sinistro piano per uccidere i figli di Coheed e Cambria Kilgannon, in modo da attivare il virus Monstar, dormiente in Coheed, per distruggere i Magi rivali. Claudio Kilgannon riesce ad evitare la morte per mano dei suoi genitori, convinti con l'inganno che i loro figli, se lasciati vivi, possano causare la distruzione dell'umanità e diventa il protagonista degli ultimi capitoli. Dei due libri, il primo è fuori produzione ed il secondo è raro.
Gus Vasquez ha cominciato con l'illustrare la riedizione del The Amory Wars che inizia con la prima uscita di The Second Stage Turbine Blade. La prima parte è stata pubblicata il 13 giugno 2007 e le parti seguenti verranno pubblicare mensilmente. È stata pubblicata dalla Evil Ink Comics con il supporto della Image Comics, della 12 Gauge Comics e la copertina è stata illustrata da Tony Moore della The Walking Dead Fame.

### In Keeping Secrets of Silent Earth: 3
Fino ad ora, nessun libro di fumetti narra gli eventi del terzo capitolo dei The Amory Wars, In Keeping Secrets of Silent Earth: 3, sebbene il corrispondente album dei Coheed and Cambria, sia stato pubblicato nel 2003. Sanchez asserisce che la nuova The Amory Wars, illustrata da Gus Vasquez, coprirà interamente In Keeping Secrets of Silent Earth: 3.
I dettagli della trama della vicenda non sono completamente noti, ma Sanchez ne ha parlato più volte e un breve sommario è stato anche pubblicato nel sito web della Evil Ink. Si racconta che 10 anni dopo The Second Stage Turbine Blade, Claudio emerge dalle profondità del pianeta Shylos Ten, dove la Red Army del governatore tiene i prigionieri e li sottopone a brutali interrogativi. Scoprendo che la sua intera famiglia è stata assassinata, Claudio brama la sua vendetta.
I suoi nemici, il Supremo Tri-Mago Wilhelm Ryan ed il Generale Mayo Deftinwolf, sentono che è ancora vivo e si investono di poteri speciali. Sanno che devono fermarlo prima che cominci a combatterli. Nel frattempo Inferno (Jesse K.) prende le armi contro la Red Army nel tentativo di vendicarsi anche lui. Claudio fa squadra con Ambellina, una 'Prise' allontanata dai suoi pari e costretta ad essere la sua guida. I due, assieme a Sizer, un IRO-bot disassemblato, cercano Inferno per avere risposte sul motivo per cui tutta la famiglia è stata assassinata, ma si trovano inaspettatamente in una nave spaziale chiamata Velourium Camper che ha per capitano un pilota chiamato Al.

### Good Apollo, I'm Burning Star IV, Volume One: From Fear Through the Eyes of Madness
Una novella grafica chiamata Good Apollo, I'm Burning Star IV, Volume One: From Fear Through the Eyes of Madness illustrata da Christopher Shy venne pubblicata nel settembre del 2005 assieme all'omonimo album della band ed è ancora disponibile.
La storia di Good Apollo si distacca dalla narrativa fantascientifica dei primi tre capitoli ed esamina la vita del Writer (lo Scrittore), un personaggio che inserisce la vita del protagonista Claudio e dei suoi compagni in una storia fittizia. Attraverso tutta una serie di 
conversazioni ingannevoli con la sua bicicletta a dieci velocità su un precedente amore senza speranza, lo Scrittore decide che deve far finire la storia uccidendo Ambellina.
Gli eventi della storia portano ad uno scontro finale tra le forze del ribelle Jesse e la Red Army del Tri-Mago Wilhelm Ryan sotto il comando del  Generale Mayo Deftinwolf così come ad un incontro tra lo scrittore e Claudio che culmina nella morte di Ambellina e nella manifestazione di Claudio come the Crowing.
La nuova serie di Amory Wars, illustrata da Guz Vasquez, rifarà la storia narrata dal precedente Good Apollo, I'm Burning Star IV, Volume One: From Fear Through the Eyes of Madness. Questo perché la precedente versione era stata ridotta a causa di problemi finanziari e l'arte di Shy, secondo Sanchez, per quanto ottima non si adattava alla perfezione a Good Apollo, I'm Burning Star IV, Volume One: From Fear Through the Eyes of Madness.

### Good Apollo, I'm Burning Star IV, Volume Two: No World for Tomorrow
Il nuovo album è intitolato Good Apollo, I'm Burning Star IV, Volume Two: No World for Tomorrow. Al momento poco si sa riguardo alla trama se non che continuerà dov'è finito il Volume uno, che probabilmente ci sarà un nuovo cattivo e che Wilhelm Ryan prosciugherà le anime della Keywork. L'album verrà pubblicato il 23 ottobre 2007 e si presume che il conseguente volume di fumetti sarà incluso nella Amory Wars di Gus Vasquez.

## Personaggi principali
- Coheed Kilgannon - sposato con Cambria e portatore del virus Monstar che, se attivato, provoca il raffreddamento delle stelle che tengono unite i pianeti della Keywork. Membro del K.B.I., è un IRO-bot.
- Cambria Kilgannon - sposata con Coheed, possiede un qualche tipo di abilità psichica o chiaroveggienza. Membro del K.B.I.
- Claudio Kilgannon - Figlio di Coheed e Cambria e unico sopravvissuto della sua famiglia. Incontra suo zio Jesse ed insieme complottano per distruggere l'Heaven's Fence e uccidere Wilhelm. Viene educato da Ambellina ed è anche The Crowing, una sorta di Messia che salverà le anime della Keywork distruggendola. Non accetta il suo fato fino al Good Apollo, I'm Burning Star IV, Volume One: From Fear Through the Eyes of Madness.
- Jesse Kilgannon - Sebbene ci si riferisca a lui come fratello di Coheed, in realtà è un IRO-bot, creato dal Dr. Honenberger con le sue sembianze. Porta avanti la guerra contro Wilhelm come capo dei ribelli visto che è stato creato apposta per questo. È il terzo membro del KBI ed il narratore della storia.
- Ambellina - Una dei Prise, ha bruciato le sue ali per ordine dei suoi pari per essere più umana possibile. Viene mandata come guida a Claudio, verso il suo destino. La sua missione principale, che è poi quella dei Prise, è badare alla Keywork e stare attenta che il volere di Dio sia portato avanti. È basata sul personaggio di Erica Court e rappresenta la parte pura e buona.
- Wilhelm Ryan - È il supremo Tri-mago della Keywork. Guida gli altri maghi in una guerra contro i Prise per prendere il controllo completo dell'Heaven's Fence. Sa che Mariah (uno degli altri Magi) potrebbe sconfiggerlo e vorrebbe usare Coheed e Cambria per distruggerla. Quando il suo piano fallisce la uccide lui stesso. Combatte contro l'armata dei ribelli guidata da Jesse.
- The Writer - Lo scrittore, chiamato anche The Writing Writer. Le sue delusioni nella vita lo portano a far soffrire anche i personaggi di cui scrive e la storia diventa sempre più cupa man mano che i suoi problemi crescono. Non vuole che Claudio, il personaggio principale, provi lo stesso dolore che lui prova e perciò interferisce con la storia. Ha delle visioni in cui Ten Speed manipola i suoi pensieri.
- Ten Speed - È la manifestazione della parte malefica dello Scrittore e prende la forma della sua bicicletta a 10 velocità. Questa lo convince che è necessario uccidere Ambellina per porre fine alla storia dato che se la donna muore Claudio comprenderà di essere veramente The Crowing e distruggerà la Keywork.
- Erica Court - È l'ex-amore dello scrittore, per la quale lui sta scrivendo la storia dell'Heaven's Fence che gli sta causando la discesa verso la pazzia. Lo scrittore le chiede di sposarla ma lei rifiuta e la loro relazione si sfascia. Erica è rappresentata in modi diversi attraverso la storia, sia nei panni di Newo Ikkin (la parte cattiva, il male) sia in quelli di Ambellina (la parte pura, il bene).